# Пам'ятник (роман)
«Пам'ятник» (англ. Monument) — науково-фантастичний роман Ллойд Біггла-молодшого, написаний та опублікований 1974 року.
«Пам'ятник» написано на основі однойменного оповідання (новели), опублікованої в журналі «Аналог» у 1961 році. 1979 року Роман обрали для прем'єри фільму з серії «Космічних фільмів», але так і не здійснився. Співавтором фільму став засновник Biggle та Spacefilms Джон Флорі. Роман присвячений «Джону, Бі та Джеку Флорі, у якого було бачення».

## Сюжет
Невиразний космічний мандрівник зі слабкою освітою, якого звати Серн Обрієн знаходить схованку надзвичайно цінних «кристалів ретрона», але розбивається на ідилічній планеті, перш ніж отримав можливість їх продати. Планета має єдиний материк, населений людьми полінезійської культури. Тубільці живуть щасливим життям, полюючи на жахливу морську істоту під назвою колуф, яка становить майже весь їх раціон. Обрієн використовує свою рятувальну технологію, щоб позбавити територію від декількох шкідників, і, зрештою, одружується. Місцеві жителі називають його Лангрі, титул глибокої поваги.
Обрієн живе спокійним життям, спостерігаючи за зростанням своїх нащадків, але коли розуміє, що старіє, починає турбуватися про майбутнє. Недобросовісні розробники неминуче намагатимуться перетворити планету на курорт і маргіналізувати тубільців. Обрієн зміг би з ними впоратися, якби вони прибули найближчим часом, але він не може жити вічно.
До нього присилають яскравих молодих людей. Він починає навчати їх «Плану». Важко навчити нетехнологічних корінних жителів усьому, що їм потрібно знати, оскільки вони мають слабке уявлення про сучасне галактичне суспільство, але він все ж намагається. Його найкращий учень — юнак, якого звуть Форнрі.
Навіть коли Обрієн лежить при смерті, розробник під назвою Вемблінг прибуває, щоб незаконно шукати корисні копалини. Люди на чолі з Форнрі втілили план у життя. Спочатку вони захоплюють Вемблінга та його людей, а також екіпажі чотирьох розвідувальних кораблів, посланих на пошуки Вемблінга. Зрештою, прибуває ВМС, починаються офіційні переговори, і підписується договір про визнання планети під назвою Лангрі. Мешканці Лангрі штрафують Федерацію за незаконні посадки. Згодом це (і кристали-ретрони Обрієна) дозволяє жителям Лангрі найняти юридичну фірму, як зазначено у Плані.
Зрештою, Вемблінг усвідомлює потенціал планети. Він стежить за тим, щоб запис Галактичного договору Лангрі зник, і закуповує статут на розвиток туристичного курорту. Будівельник проганяє більшість колуфів, і люди починають голодувати; їх адаптація до навколишнього середовища усунула їх здатність перетравлювати «нормальну» їжу. Голодні люди Лангрі програють суд, щоб зупинити Вемблінга; він має, здавалося б, дійсний статут.
Тим часом племінниця Вемблінга Таліта та його найнятий (і звільнений) антрополог Горт встановлюють стосунки. Вони виявляють зруйнований корабель Обрієна і читають його журнал, включаючи його записи про План; вони вражені тим, що одна людина могла створити таку повну і детальну схему, включаючи майстерний удар Обрієна. Співчуваючи корінним жителям і побоюючись втрутитися у План, вони зберігають свої нововиявлені знання при собі.
Відповідно до Плану, люди Лангрі таємно вчилися читати. Після досягнення необхідного високого рівня грамотності вони успішно подають клопотання про членство у Галактичну Федерацію. Потім план вступає у фінальну стадію: сформований належним чином планетарний уряд встановлює ставку податку 1000%. Оскільки тубільці мають мало особистого майна, вони можуть легко дозволити собі платити, але така непомірна ставка призвела б до банкрутства Вемблінга. Розробник вирішує кинути юридичний виклик, але уряд може ввести будь-який податок, який він забажає, якщо він застосовується однаково до всіх. Обрієн знав про цей неясний прецедент і зробив його наріжним каменем Плану.
Уряд планує побудувати школи, парки та лікарні на благо людей. У романі він навіть наймає Вемблінга, захоплюючись його нещадною енергією, якщо не мораллю (У романі він відходить з огидою після спроби запропонувати новій владі угоду про готель).

## Різниця між романом та оповіданням
- В оповіданні ічнує перерва невизначеної тривалості між смертю Обрієна та прибуттям нових космічних кораблів. Форнрі не з'являється в частинах, де згадується Обрієн.
- В оповіданні Вемблінг не прибуває на першому дослідницькому кораблі, але призначається послом місцевим губернатором сектору після підписання першого договору. Кажуть, що він «турбував» рідних жінок, що ніколи не згадується в романі.
- Таліта Ворр та Ерік Горт зовсім не фігурують у романі — їх роль у фінальній сцені виконує адмірал ВМС, який веде переговори щодо первинного договору.
- Форрі та Вемблінг менше згадується в оповіданні. Невизначеність та романтичне розчарування Форнрі не згадуються. Справді, у короткій версії оповідання не фігурують жодні жіночі персонажі, тоді як у романі представлені парні романи Форнрі та Далли, Таліти та Горт.
- Судову систему Федерації не показано у романі; згадуються лише його рішення. Жодні події не відбуваються в жодному іншому світі, окрім Лангрі.